# 반기 (타원함수)
수학에서, 임의의 타원 함수 {\displaystyle L} 의 절반주기 또는 반주기 비율인 반기 {\displaystyle \tau } 는,
{\displaystyle \tau ={\frac {\omega _{2}}{\omega _{1}}}}
또는,
{\displaystyle \tau =(\omega ,\omega ')} 로
표기되기도 한다.
{\displaystyle L} 의 2 개의 반기 {\displaystyle \omega _{1}}과 {\displaystyle \omega _{2}}에서, {\displaystyle L} 은 다음과 같이 정의된다.
{\displaystyle \Im (\tau )>0}
상반 평면상에 있다.
문헌에서 꽤 자주 {\displaystyle \omega _{1}} 과 {\displaystyle \omega _{2}}는 반주기가 아닌 타원 함수의 주기로 정의되기도 한다. 표기상의 선택에 관계없이,주기의 비율 {\displaystyle {{\omega _{2}} \over {\omega _{1}}}} 은 반주기의 비율 {\displaystyle {{{\omega _{2}} \over {2}} \over {{\omega _{1}} \over {2}}}} 와 동일하다. 따라서 주기 비율이 "반주기 비율"과 동일하게 쓰이기도 한다.
반기(반주기 비율)는 타원 함수에 대한 매개 변수 중 하나로서 단순한 값으로 생각할 수 있다. 또는 놈(nome)의 관점에서, 반기(반주기 비율,{\displaystyle {1 \over 2}}주기)는 타원 계수로 나타낼 수 있기 때문에 함수 자체로도 생각할 수 있다.

타원 함수에대한 인수 및 매개 변수에 대한 추가 정의 및 관계는 분기 및 타원 적분의 항목을 참고할 수 있다.

## 같이 보기
- 주기함수

## 참고
- http://mathworld.wolfram.com/Half-Period.html